# Луис Мануел Отеро Алкантара
Луис Мануел Отеро Алкантара (на испански: Luis Manuel Otero Alcántara) е кубински общественик.
Роден е на 2 декември 1987 година в Хавана. Придобива известност със своите пърформанси, критикуващи тоталитарния комунистически режим в страната, и участието си в дисидентската група Движение „Сан Исидро“. От 2017 година е многократно арестуван от властите по различни поводи, а през 2022 година е осъден на 5 години затвор за „обида към държавата“.